# Жерикуара
Жерикуара (порт. Jeriquara)  —  муниципалитет в Бразилии, входит в штат Сан-Паулу. Составная часть мезорегиона Рибейран-Прету. Входит в экономико-статистический  микрорегион Франка. Население составляет 3303 человека на 2006 год. Занимает площадь 140,992 км². Плотность населения — 23,4 чел./км².

## Статистика
- Валовой внутренний продукт на 2003 составляет 41.185.564,00 реалов (данные: Бразильский институт географии и статистики).
- Валовой внутренний продукт на душу населения на 2003 составляет 12.510,80 реалов (данные: Бразильский институт географии и статистики).
- Индекс развития человеческого потенциала на 2000 составляет 0,748 (данные: Программа развития ООН).